# جاستن سميث (لاعب كرة قدم أمريكية)
جاستن سميث (بالإنجليزية: Justin Smith)‏ هو لاعب كرة قدم أمريكية أمريكي، ولد في 5 يونيو 1979 في لافاييت في الولايات المتحدة.

## وصلات خارجية
- جاستن سميث على موقع مرجع كرة القدم المحترفة.كوم (الإنجليزية)
- جاستن سميث على موقع JustSportsStats.com (الإنجليزية)
- جاستن سميث على موقع كلية كرة القدم في سبورتس رفرنس.كوم (الإنجليزية)